# Open di Zurigo 2006 - Doppio
Il doppio del torneo di tennis Open di Zurigo 2006, facente parte del WTA Tour 2006, ha avuto come vincitrici Cara Black e Rennae Stubbs che hanno battuto in finale Liezel Huber e Katarina Srebotnik con il punteggio di 7–5, 7–5.

## Teste di serie
1. Lisa Raymond /  Samantha Stosur (semifinali)
2. Yan Zi /  Zheng Jie (quarti di finale)

1. Cara Black /  Rennae Stubbs (campionesse)
2. Virginia Ruano Pascual /  Paola Suárez (primo turno)

## Tabellone

### Legenda
| - Q = Qualificato - WC = Wild card - LL = Lucky loser | - ALT = Alternate - SE = Special Exempt - PR = Protected Ranking | - w/o = Walkover - r = Ritirato - d = Squalificato |